# Synchiropus splendidus
Poisson-mandarin, Poisson-cachemire
Pour les articles homonymes, voir Poisson mandarin.
Ne doit pas être confondu avec Perche chinoise.
Espèce
Statut de conservation UICN

LC : Préoccupation mineure
Le poisson-mandarin ou poisson-cachemire ou poisson mandarin cachemire (Synchiropus splendidus) est un petit poisson brillamment coloré de la famille des Callionymidés très populaire dans le commerce aquariophile d'eau de mer.

## Description

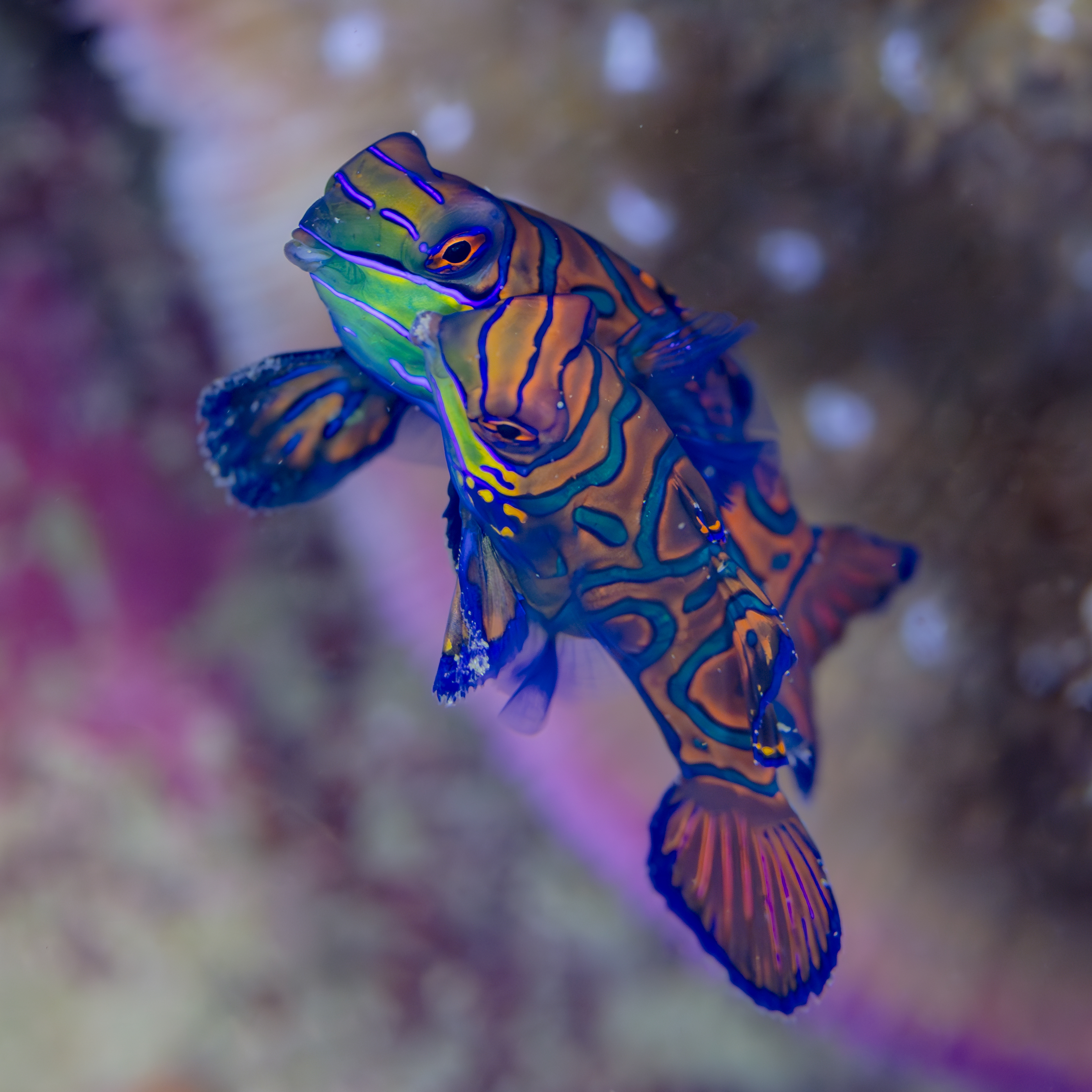
Couple de poissons-mandarins.

Comme tous les dragonnets, c'est un petit poisson, qui atteint jusqu'à 6 ou 7 cm. Il a un corps allongé presque cylindrique recouvert d'une fine peau sans écaille. Il produit un épais mucus qui lui recouvre la totalité du corps ce qui constitue une excellente barrière physique contre les parasites externes en plus de constituer un répulsif efficace contre les prédateurs.
Les Synchiropus ont une courte tête surmontée de deux grands yeux. Leur bouche protactile est minuscule et pourvue de plusieurs rangées de petites dents. Comme tous les dragonnets, leurs ouvertures branchiales sont réduites à de petits orifices tubulaire et leurs deux nageoires dorsales ont des rayons mous.
Sa livrée fait de lui le dragonnet le plus coloré, elle lui a valu un intérêt important en aquariophilie.
C'est l'une des deux seules espèces connues pour avoir une coloration bleue à cause d'un pigment cellulaire au lieu d'un bleu à cause de nano-structures (Goda et Fujii, 1995), l'autre étant le Poisson-mandarin bariolé, Synchiropus picturatus.
Le dimorphisme sexuel se caractérise par le premier rayon de la nageoire dorsale qui est presque deux fois plus grand chez le mâle. Lorsqu'elle n'est pas dressée cette excroissance peut atteindre le pédoncule caudal.

## Noms vernaculaires
Cette espèce a bénéficié, grâce à sa popularité, de plusieurs noms. En France, Poisson-mandarin est le plus courant, mais dragonnet mandarin, gobie mandarin ou poisson cachemire sont également utilisés.
Le nom de poisson-mandarin vient de sa très vive coloration, évoquant les robes d'un mandarin chinois.
Le nom de poisson-mandarin est également utilisé depuis longtemps pour désigner Siniperca chuatsi, bien connu sous le nom de perche chinoise.

## Répartition, habitat

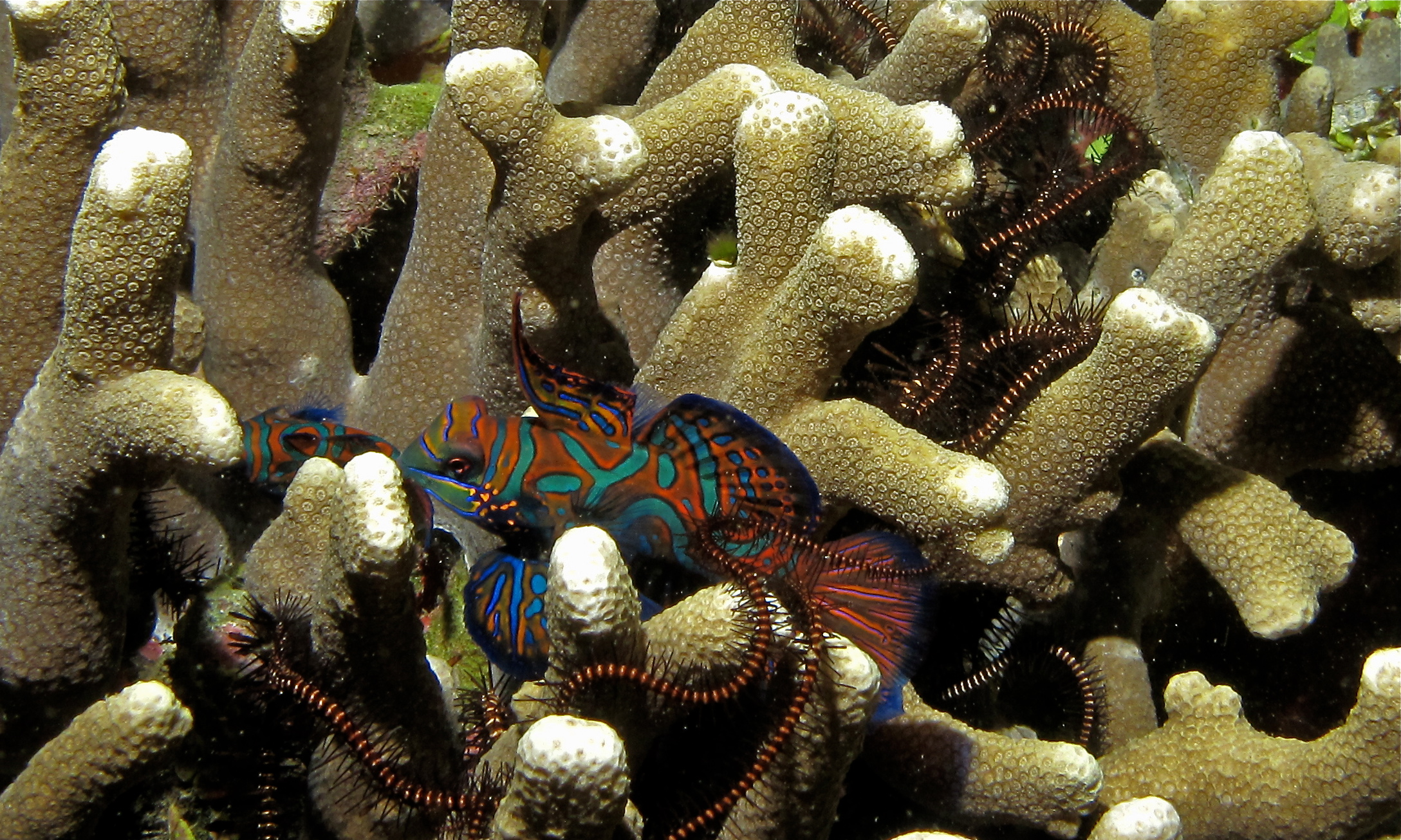
Poisson-mandarin dans son habitat naturel (Sulawesi, Indonésie).

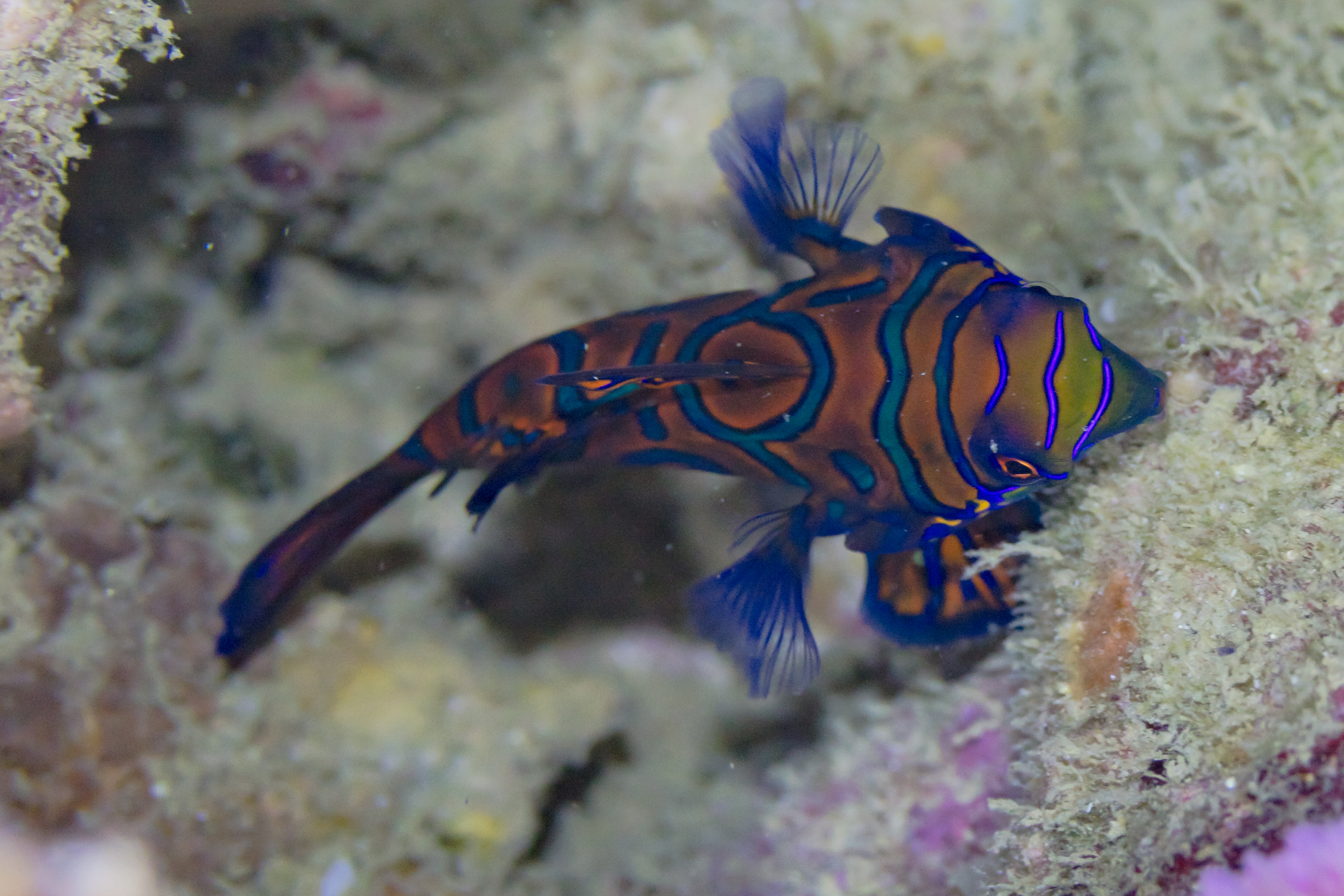
Spécimen à Anilao (Philippines).

Synchiropus splendidus se rencontre dans tout Pacifique ouest, des îles Ryūkyū jusqu'au sud de l'Australie. C'est un habitant de récif, préférant les lagunes abritées et les récifs côtiers.

## Régime alimentaire
Le poisson-mandarin est planctophage, il se nourrit exclusivement de microcrustacés qu'il picore dans les interstices du substrat et des roches vivantes.

## Aquariophilie
En dépit de sa popularité en aquariophilie, Synchiropus splendidus est considéré difficile à maintenir en captivité et cela en raison d'habitudes alimentaires très spécifiques. Quelques poissons n'arrivent jamais à s'adapter, refusant toute alimentation autre que les amphipodes ou des copépodes vivants qui constituent leur régime alimentaire dans la nature. A contrario les individus qui s'acclimatent correctement s'avèrent robustes et présentent une bonne résistance vis-à-vis de la maladie des points blancs (Ichthyophthirius multifiliis).
Il se montre très agressif envers ses congénères, les mâles peuvent se livrer des combats à mort.